# 3-я драгунская дивизия (Первая империя)
3-я драгунская дивизия (фр. 3e division de dragons) — кавалерийская дивизия Франции периода наполеоновских войн.

## Организация дивизии
На 25 сентября 1805 года:
- 1-я бригада (командир — бригадный генерал Шарль Буайе)
  - 5-й драгунский полк (командир — полковник Жак Лакур)
  - 8-й драгунский полк (командир — майор Жан-Батист Домманже[К 1])
- 2-я бригада (командир — бригадный генерал Николя Скальфор)
  - 9-й драгунский полк (командир — полковник Пьер Мопти)
  - 12-й драгунский полк (командир — полковник Жозеф Пажес)
- 3-я бригада (командир — бригадный генерал Жан-Батист Мийо)
  - 16-й драгунский полк (командир — полковник Франсуа Клеман де Ля Ронсьер)
  - 21-й драгунский полк (командир — полковник Жан-Батист Дюма де Полар)

На 14 октября 1806 года:
- 1-я бригада (командир — бригадный генерал Шарль Буайе)
  - 5-й драгунский полк
  - 8-й драгунский полк
- 2-я бригада (командир — бригадный генерал Маризи)
  - 9-й драгунский полк
  - 12-й драгунский полк (командир — полковник Франсуа Жиро де Мартиньи)
- 3-я бригада (командир — бригадный генерал Николя Латур-Мобур)
  - 16-й драгунский полк (командир — полковник Франсуа Клеман де Ля Ронсьер)
  - 21-й драгунский полк

На 1 июня 1807 года:
- 1-я бригада (командир — бригадный генерал Пьер Мопти)
  - 5-й драгунский полк
  - 8-й драгунский полк
- 2-я бригада (командир — бригадный генерал Сезар Дебель)
  - 9-й драгунский полк (командир — полковник Матьё Кёно)
  - 12-й драгунский полк (командир — полковник Франсуа Жиро де Мартиньи)
- 3-я бригада (командир — бригадный генерал Николя Бартельми)
  - 16-й драгунский полк (командир — полковник Себастьян Виаль)
  - 21-й драгунский полк

На 15 ноября 1808 года:
- 1-я бригада (командир — бригадный генерал Сезар Дебель)
  - 8-й драгунский полк
  - 12-й драгунский полк (командир — полковник Франсуа Жиро де Мартиньи)
- 2-я бригада (командир — бригадный генерал Николя Бартельми)
  - 16-й драгунский полк (командир — полковник Себастьян Виаль)
  - 21-й драгунский полк

## Подчинение и номер дивизии
- 3-я драгунская дивизия резервной кавалерии Великой Армии (29 августа 1805 года);
- 3-я драгунская дивизия 1-го корпуса резервной кавалерии Великой Армии (13 декабря 1806 года);
- 3-я драгунская дивизия резервной кавалерии Великой Армии (12 января 1807 года);
- 3-я драгунская дивизия резервной кавалерии Армии Испании (15 октября 1808 года);
- 3-я драгунская дивизия 4-го армейского корпуса Южной армии (январь 1810 года).

## Командование дивизии

### Командиры дивизии
- дивизионный генерал Марк-Антуан Бомон (24 августа — 13 декабря 1805)
- генерал-полковник Луи Барагэ д’Илье (13 декабря 1805 — 17 сентября 1806)
- дивизионный генерал Марк-Антуан Бомон (17 сентября — 30 декабря 1806)
- дивизионный генерал Жан-Батист Мийо (30 декабря 1806 — 12 июля 1811)
- бригадный генерал Пьер Сульт (август 1811 — 7 февраля 1812)
- бригадный генерал Александр Дижон (10 октября 1812 — 13 июля 1813)

### Начальники штаба дивизии
- полковник штаба Мари Дево (20 сентября 1805 — 31 декабря 1806)
- полковник штаба Франсуа Ормансе (31 декабря 1806 — 30 октября 1810)

## Награждённые

### Великие офицеры ордена Почётного легиона
- Марк-Антуан Бомон, 10 февраля 1806 — дивизионный генерал, бывший командир дивизии
- Жан-Батист Мийо, 22 июня 1810 — дивизионный генерал, командир дивизии

### Комманданы ордена Почётного легиона
- Франсуа Клеман де Ля Ронсьер, 25 декабря 1805 — полковник, командир 16-го драгунского
- Жак Лакур, 25 декабря 1805 — полковник, командир 5-го драгунского
- Пьер Мопти, 25 декабря 1805 — полковник, командир 9-го драгунского
- Сезар Дебель, 11 июля 1807 — бригадный генерал, командир 2-й бригады
- Франсуа Ормансе, 18 сентября 1808 — полковник штаба, начальник штаба дивизии

### Офицеры ордена Почётного легиона
- Франсуа Жиро де Мартиньи, 14 мая 1807 – полковник, командир 12-го драгунского
- Себастьян Виаль, 11 июля 1807 – полковник, командир 16-го драгунского
- Тьерар, 11 июля 1807 – майор, заместитель командира 12-го драгунского
- Луи Дешам, 10 сентября 1807 – капитан, командир роты 16-го драгунского
- Лебрен, 10 сентября 1807 – командир эскадрона 9-го драгунского

### Комментарии
1. ↑  Командир полка Луи Бекле возглавлял в ходе кампании 3-й полк пеших драгун